# Harz-Weser-Werke
Die Harz-Weser-Werke (vormals Harz-Weser-Werkstätten) sind ein gemeinnütziges soziales Dienstleistungsunternehmen mit Sitz in Osterode am Harz. Die Beschäftigten sind zum größten Teil Menschen mit Behinderung.
Zur Eingliederung von Menschen mit Behinderung ins Arbeitsleben betreiben die Harz-Weser-Werke Werkstätten in Osterode am Harz, Northeim und Dassel sowie in Holzminden mit den Schwerpunkten Arbeit, Berufsbildung und Qualifizierung. Durch die Teilhabe am Arbeitsleben oder die Teilnahme an tagesstrukturierenden Angeboten ist die Möglichkeit der sozialen und gesellschaftlichen Integration gegeben. Durch eine entsprechende Gestaltung der Rahmenbedingungen und der Arbeitsplätze wird den Menschen die Möglichkeit gegeben, berufspraktische, lebenspraktische und soziale Kompetenz zu entwickeln.
Zudem werden Wohneinrichtungen in Bad Sachsa, Sievershausen, Duderstadt, Einbeck, Holzminden, Riefensbeek-Kamschlacken und Osterode am Harz unterhalten.
Darüber hinaus werden ambulante Dienste und Angebote zur Freizeitgestaltung mit inklusivem Charakter gemacht. Dazu gehören Beratungscafés und Sinnesgärten.
Die so unterstützten Menschen stammen im Wesentlichen aus Südniedersachsen. Auf dieses Einzugsgebiet zwischen Harz und Weser bezieht sich auch der Name. Gesellschafter des Unternehmens sind regionale Organisationen der Lebenshilfe Deutschland.
Die erste Werkstatt in Osterode am Harz wurde 1972 in Betrieb genommen. 1974 war die erste Wohnstätte in Riefensbeek-Kamschlacken einzugsbereit. Das Tochterunternehmen HaWe-Integra wurde 2002 als Integrationsbetrieb gegründet, um Menschen mit Beeinträchtigungen den Weg in den allgemeinen Arbeitsmarkt zu ebnen. Die erste Tagesstätte wurde 2000 in Osterode am Harz eröffnet. Das gemeinnützige Tochterunternehmen STArQ für Menschen bietet Qualifizierungsmöglichkeiten für Menschen in besonderen Problemlagen an. Ende 2018 benannte sich das Unternehmen von Harz-Weser-Werkstätten gGmbH in Harz-Weser-Werke gGmbH um.

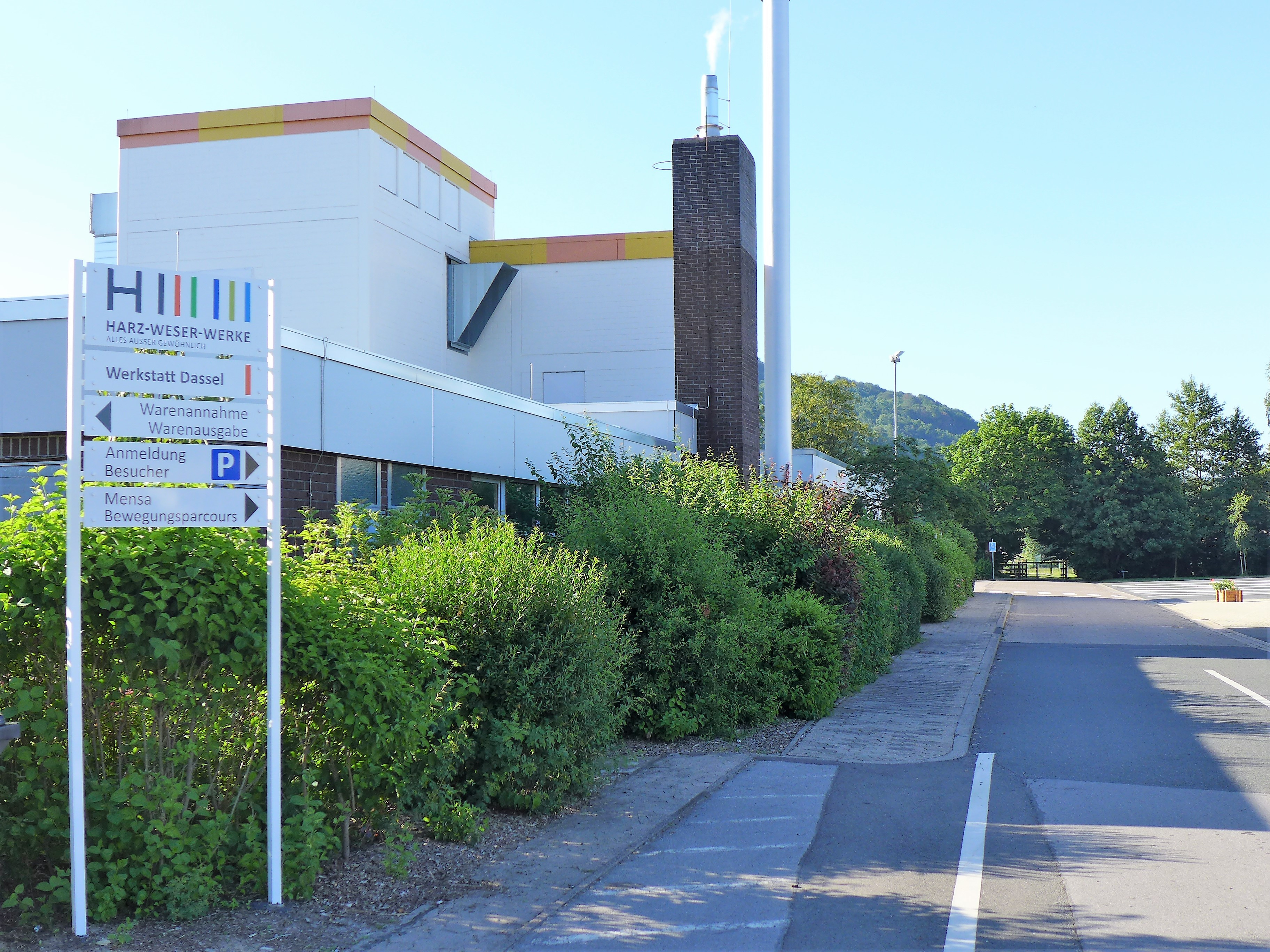
Harz-Weser-Werke Werkstatt Dassel